# 133008 Snedden
133008 Snedden este un asteroid din centura principală de asteroizi.

## Descriere
133008 Snedden este un asteroid din centura principală de asteroizi. A fost descoperit pe 5 octombrie 2002 la Apache Point Observatory în cadrul programului Sloan Digital Sky Survey. Asteroidul prezintă o orbită caracterizată de o semiaxă mare de 3,17 ua, o excentricitate de 0,20 și o înclinație de 8,5° în raport cu ecliptica.